# Аоки, Умэ
Умэ Аоки (яп. 蒼樹 うめ Аоки Умэ); род. 3 августа) — японская мангака и художница-иллюстратор из префектуры Хёго. Также известна под псевдонимами «Apply Fujimiya» (иллюстрации к визуальному роману Sanarara производства Nekoneko Soft) и «Apricot+» (различные додзинси). В аниме-экранизации Hidamari Sketch озвучивала персонажа-гусеницу Умэ-сэнсэй, являющегося её персонификацией. В рамках сотрудничества со студией Shaft разработала оригинальные дизайны персонажей для аниме Mahou Shoujo Madoka Magika.

## Работы
- Hidamari Sketch[2]
- Tetsunagi Kooni[3]
- Sanarara
- Binetsu Kuukan
- Puella Magi Madoka Magica (дизайн персонажей)[4]